# Trillera
Las trilleras o cantes de trilla son un palo flamenco de origen folclórico.
En sus orígenes eran canciones camperas de carácter popular, asociadas a trabajos rurales. Su conformación lineal y sin melismas y su clara semejanza melódica con la nana, indican su procedencia de Castilla, donde también se conocen verdaderas canciones de trilla. Es la trillera, por tanto, un tipo de canción bastante antiguo, aunque su aflamencamiento tuvo lugar, posiblemente, a lo largo del siglo XIX.
Las trilleras se ejecutan sin acompañamiento de guitarra, usualmente con un marcado del ritmo básico con cascabeles o con campanillas, rememorando los que, en su tiempo, llevaban las bestias de tiro durante la faena de la trilla en las eras. El cante se suele complementar con voces arrieras del propio cantaor, de las que se daban para estimular el trabajo de las bestias.
Uno de los intérpretes más reconocidos de estos cantes de trilla fue Bernardo el de los Lobitos.